# Ṳ̂̌
Cette page contient des caractères spéciaux ou non latins. S’ils s’affichent mal (▯, ?, etc.), consultez la page d’aide Unicode.
Ṳ̂̌ (minuscule : ṳ̂̌), appelé U tréma souscrit accent circonflexe caron, est un graphème et une lettre additionnelle de l’alphabet latin utilisée dans l’écriture du kayah. Elle est composée d’un U, d’un tréma souscrit, d’un accent circonflexe et d’un caron.

## Représentations informatiques
Le U tréma souscrit accent circonflexe caron peut être représenté avec les caractères Unicode suivants : 
- précomposé (latin étendu additionnel, diacritiques)[1],[2] :

| formes    | représentations | chaînes de caractères | points de code | descriptions                                                                              |
| --------- | --------------- | --------------------- | -------------- | ----------------------------------------------------------------------------------------- |
| capitale  | Ṳ̂̌               | Ṳ◌̂◌̌                   | U+1E72 U+0302  | lettre majuscule latine u tréma souscrit diacritique accent circonflexe diacritique caron |
| minuscule | ṳ̂̌               | ṳ◌̂◌̌                   | U+1E73 U+0302  | lettre minuscule latine u tréma souscrit diacritique accent circonflexe diacritique caron |

- décomposé et normalisé NFD (latin de base, diacritiques) :

| formes    | représentations | chaînes de caractères | points de code            | descriptions                                                                                   |
| --------- | --------------- | --------------------- | ------------------------- | ---------------------------------------------------------------------------------------------- |
| capitale  | Ṳ̂̌               | U◌̤◌̂◌̌                  | U+0055 U+0324 U+0302 030C | lettre majuscule u diacritique tréma souscrit diacritique accent circonflexe diacritique caron |
| minuscule | ṳ̂̌               | u◌̤◌̂◌̌                  | U+0075 U+0324 0302 030C   | lettre minuscule u diacritique tréma souscrit diacritique accent circonflexe diacritique caron |